# Alipia
Alipia (in latino Alypia; fl. 467-472) è stata una nobildonna romana, figlia dell'imperatore Antemio e moglie del generale e politico goto Ricimero.

## Biografia
Alipia era la figlia di Antemio e di Elia Marcia Eufemia, e quindi nipote dell'imperatore romano d'Oriente Marciano. L'imperatore Leone I nominò Antemio imperatore nel 467; Alipia, in quanto sua unica figlia, fu data in sposa a Ricimero, magister militum d'Occidente e vero detentore del potere. Lo scopo del matrimonio era quello di legare Ricimero alla corte orientale e di rafforzare il legame tra Antemio e il suo magister militum, che aveva già deposto tre imperatori, ma questo matrimonio, forse perché non portò figli, non riuscì a rasserenare la situazione tra Antemio e Ricimero. Nell'aprile 472 Ricimero nominò imperatore Anicio Olibrio; Antemio e la sua famiglia resistettero asserragliati a Roma, ma a metà luglio dovettero arrendersi, e Ricimero fece decapitare Antemio. Il destino di Alipia dopo questo evento non è noto.
Nella collezione numismatica di Dumbarton Oak esiste una moneta, un solido su cui sono raffigurate Eufemia e Alipia, quest'ultima più piccola della madre in segno di rispetto per essa; ma le due donne sono vestite allo stesso modo, con i paramenti tipici di una augusta, ed è quindi probabile che Eufemia e Alipia siano state riconosciute auguste.